# Arp 248
Arp 248, auch als Wilds Triplett bezeichnet, ist ein interagierendes Galaxientriplett im Sternbild Jungfrau auf der Ekliptik. Sie ist schätzungsweise 230 Mio. Lichtjahre von der Milchstraße entfernt.
Halton Arp gliederte seinen Katalog ungewöhnlicher Galaxien nach rein morphologischen Kriterien in Gruppen. Diese Galaxie gehört zu der Klasse Galaxien mit Anzeichen für eine Aufspaltung.

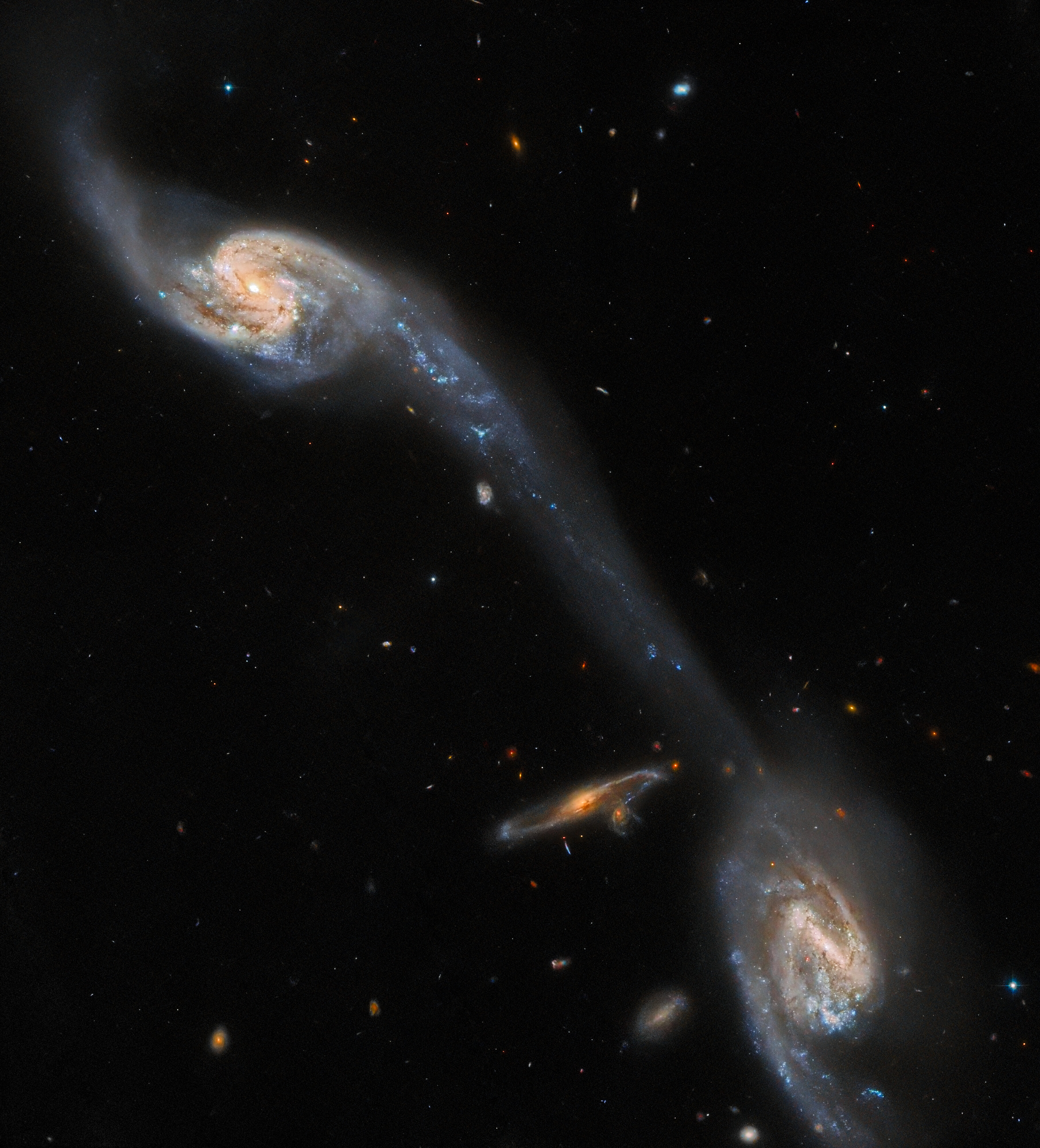
Hochaufgelöste Aufnahme zweier Galaxien von Arp 248, erstellt mithilfe des Hubble-Weltraumteleskops und des Victor M. Blanco Telescope